# Salamonfalva
Salamonfalva (németül: Salmannsdorf) Pörgölény nagyközség része Ausztriában, Burgenland tartományban, a Felsőpulyai járásban.

## Fekvése
Felsőpulyától 20 km-re délnyugatra a régi magyar határ mellett fekszik.

## Története
A település 1390-ben „Salamonfalva” néven szerepel először abban az oklevélben, melyben Luxemburgi Zsigmond a lékai uradalmat a Kanizsai családnak adja. 1462-ben „Salamonfalwa”, a későbbiekben „Salmdorf, Salmerstorff, Szölmersdorff” alakban szerepel a korabeli forrásokban. A lékai váruradalomhoz tartozott. A 17. századtól az Esterházy család birtoka volt.
Vályi András szerint „SALAMONFA. Salmersdorf. Német falu Vas Várm. földes Ura Hg. Eszterházy Uraság, lakosai katolikusok, fekszik Borostyánkőhöz 3/4 mértföldnyire; határja meglehetős termésű..”
Fényes Elek szerint „ Salmansdorf, német falu Vas vgyében, 271 kath. lak. F. u. h. Eszterházy. Ut. p. Kőszeg.”
Vas vármegye monográfiája szerint „Salamonfalva, 36 házzal és 205 németajkú, r. kath. vallású lakossal. Postája Pörgölin, távírója Léka. Kath. temploma 1874-ben épűlt. Földesura Eszterházy herczeg volt.”
1910-ben 221, túlnyomórészt német lakosa volt. A trianoni békeszerződésig Vas vármegye Kőszegi járásához tartozott. 1921-ben Ausztria Burgenland tartományának része lett.
1971-ben Pörgölény,  Kőpatak, Kúpfalva, Lantosfalva, Létér, Németgyirót és Salamonfalva települések Pörgölény nagyközségben egyesültek.

## Külső hivatkozások
- Pörgölény hivatalos oldala